# Paaien
Paaien of kuitschieten is de eiafzetting en paring bij beenvissen. Grote groepen vissen als de zalmen, de kabeljauwachtige beenvissen en de tarpon- en aalachtigen hebben een vergelijkbaar paaigedrag. Kleinblijvende vissoorten als de stekelbaars paaien vaak niet, maar hebben een vorm van broedzorg.

## Anadroom
De term paaien wordt vooral gebruikt voor het voortplantingsgedrag van beenvissen die op een bepaalde plaats bij elkaar komen om hom en kuit af te scheiden. Zalmen trekken hiervoor tijdens de zogenaamde paaitrek duizenden kilometers en zwemmen dan van zee, via rivieren naar de beek van hun geboorte. Daar paaien zij in een kuil met grind. Er zijn meer vissen zoals houtingen, zeeforel, fint, elft en steuren die van zout water naar zoet water trekken om te paaien. Deze vissoorten noemt men anadroom.

## Katadroom

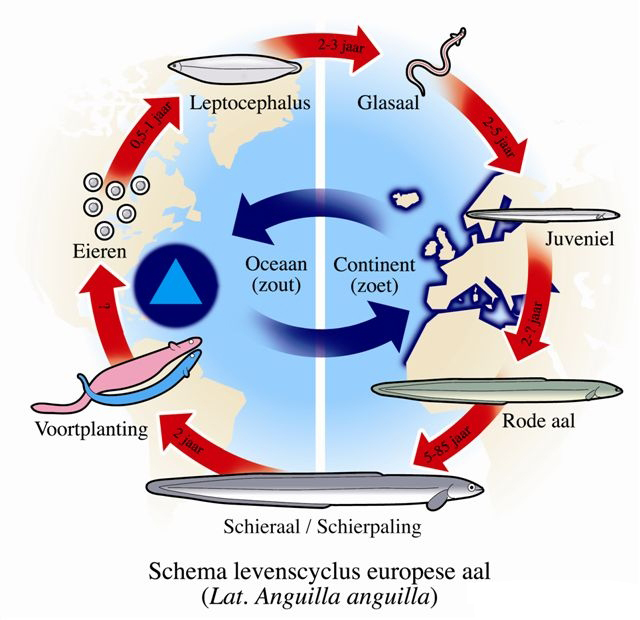
De levenscyclus van de paling

Er zijn ook vissoorten die naar zout water trekken om te paaien. Vissoorten die van zoet water naar zout water trekken, noemt men katadroom. Hiervan is de paling het meest beroemde voorbeeld. De paaiplaatsen van de paling liggen vermoedelijk in de Sargassozee. Uit de eieren kruipen larven (leptocephali) die voornamelijk passief door oceaanstromingen weer terug naar Europa gevoerd worden. Aangekomen bij het continentaal plat metamorfoseren de zeer sterk afgeplatte larven tot ronde glasalen, waarvan een groot gedeelte het zoete water intrekt. Als de glasalen zich op de bodem vestigen worden ze ondoorzichtig en krijgen ze hun uiteindelijke kleur. Ook de bot en sommige soorten harders verblijven in zoet water als volwassen vis en trekken naar zout water om te paaien.

## In zoet water

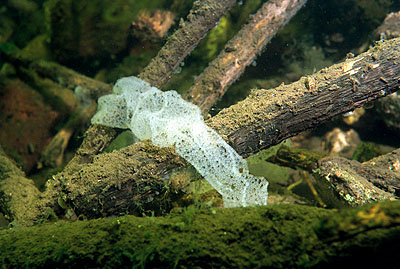
De baars drapeert in maart sluiervormige matjes van eieren tussen boomtakken en dergelijke

Meestal worden minder spectaculaire tochten gemaakt. Echter, paaiplaatsen liggen zelden op de plaatsen waar de volwassen vissen zich het grootste deel van het jaar ophouden. Paaiplaatsen moeten relatief veilige plaatsen zijn, waar de bevruchte eieren kunnen uitkomen. Dat kan ondiep water zijn, waar de zon het water makkelijk opwarmt en waar grote predatoren geen toegang hebben. Een vis als de kwabaal paait echter midden in de winter bij 4 °C, omdat het een kabeljauwachtige vis is. In de Lage Landen paait na de kwabaal de snoek en daarna de baars. De meeste andere vissen paaien als het water wat warmer wordt, met name de karperachtigen en de snoekbaars. De snoekbaars en de meerval maken primitieve nesten, die nog enige tijd door het mannetje worden bewaakt.

### Broedzorg

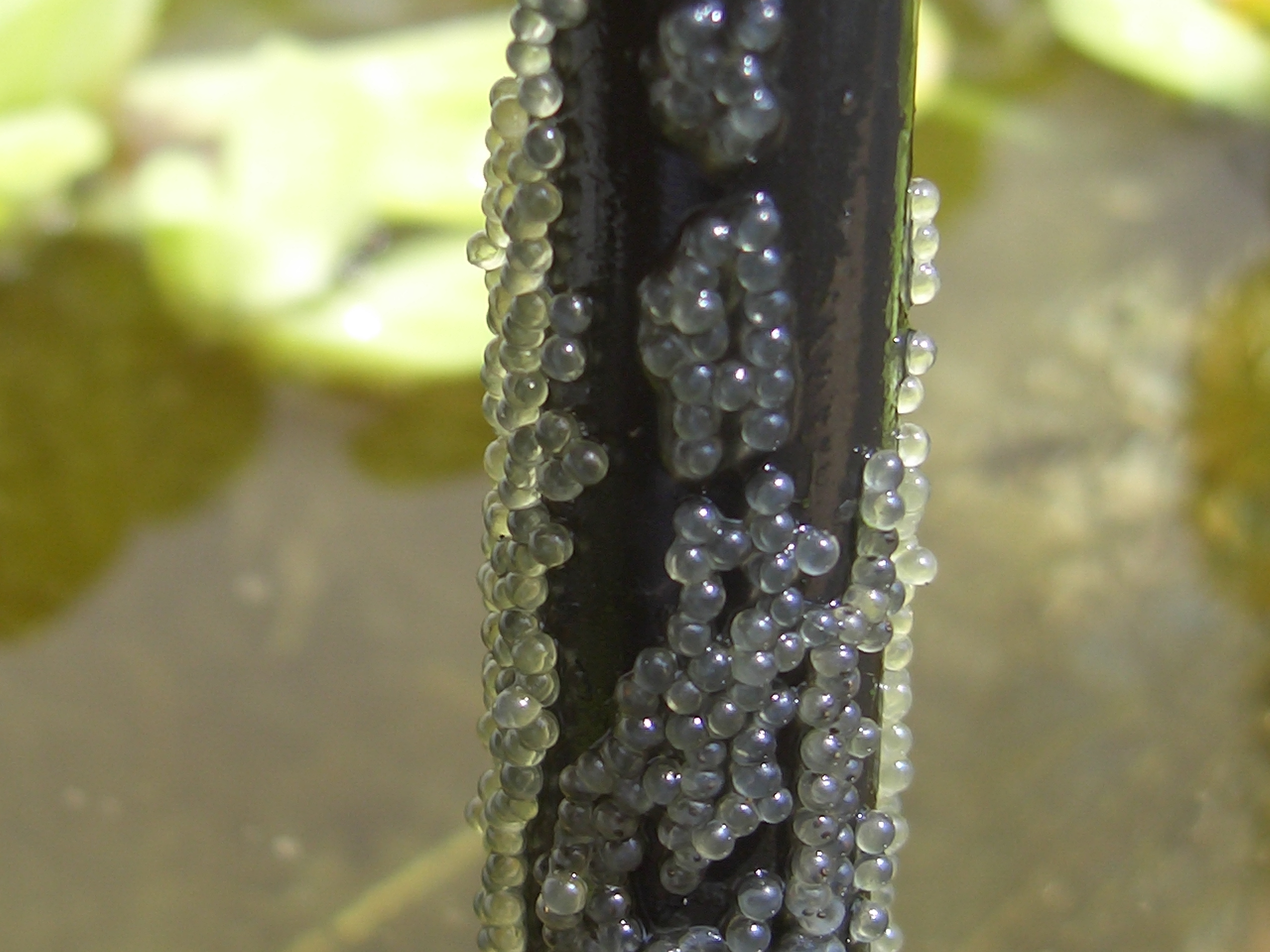
Bevruchte eitjes van het vetje

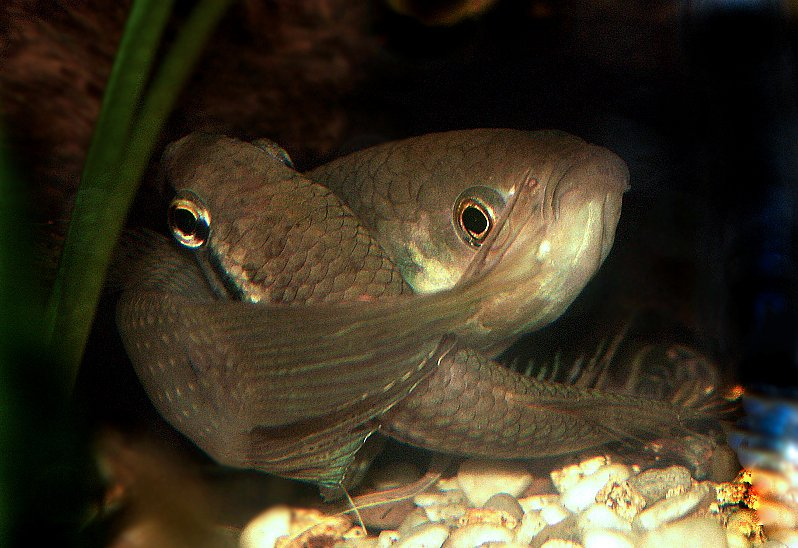
Paaiende kempvissen (Betta fusca)

Stekelbaarsmannetjes bouwen een nest en proberen hierin een vrouwtje te lokken om in dat nest eieren te leggen.
 Ook het vetje kent broedzorg, maar bouwt geen nest.
Bij muilbroeders vindt de bevruchting wel uitwendig plaats, maar daarna neemt een van de partners de bevruchte eieren in de bek en worden de eitjes en de larven op deze manier beschermd tot ze voor zichzelf kunnen zorgen, zoals bij de kempvissen (familie Osphronemidae) op de afbeelding.

### Levendbarende vissen
Bij de bekende aquariumvis guppy en bij andere tandkarpers vindt de bevruchting en ontwikkeling inwendig plaats.

## Paaiuitslag

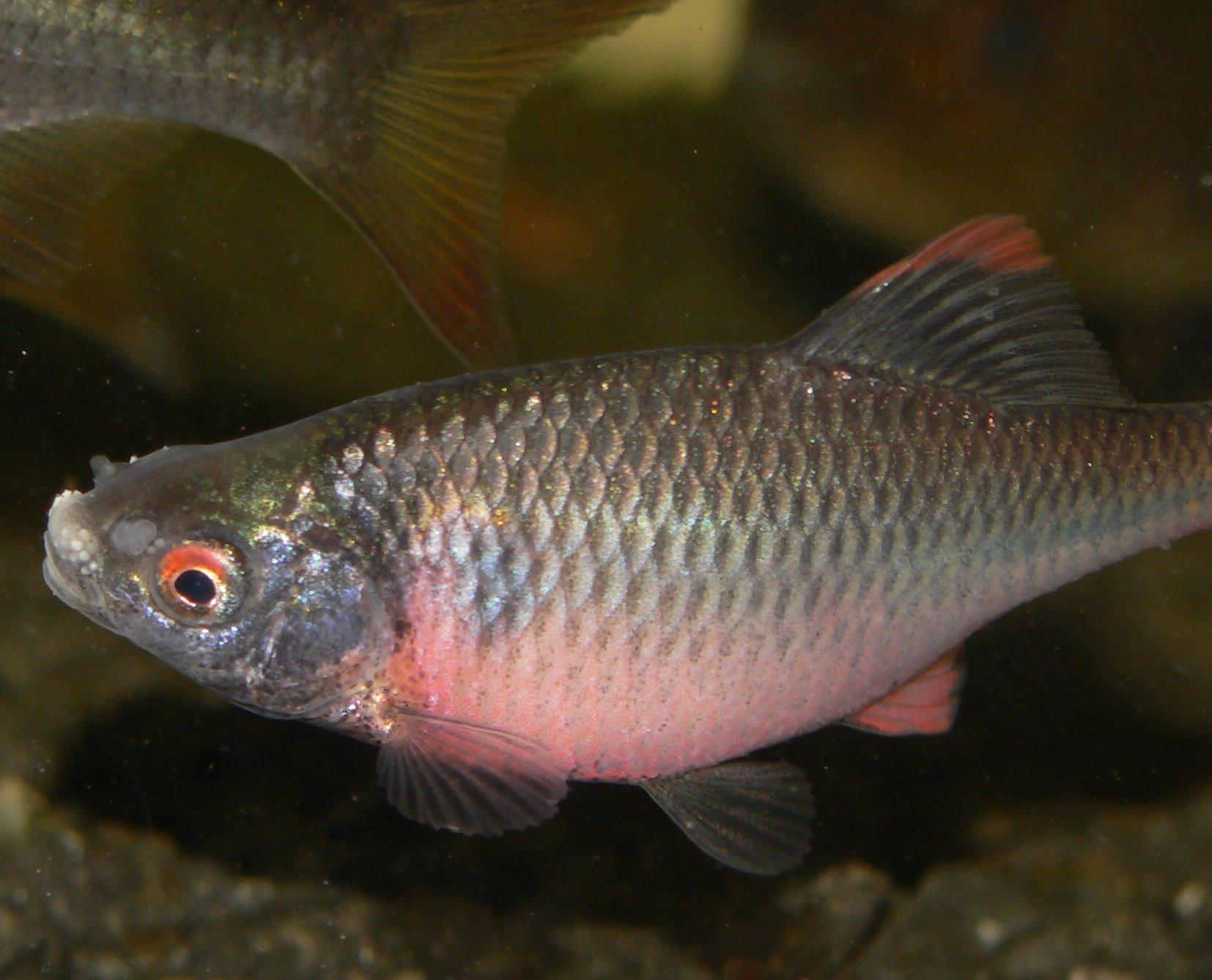
Mannetje bittervoorn met paaiuitslag

Paaiuitslag is een verandering in de opperhuid bij vissen in de paaitijd, speciaal bij mannetjesvissen. De uitslag wordt door geslachtshormonen veroorzaakt en bestaat meestal uit lichte, korrelvormige, vrij harde huiduitstulpingen vaak op de kop van de vis. Bij veel vissoorten wrijven de mannetjes hiermee tegen het lijf van de vrouwtjesvis, die daardoor waarschijnlijk seksueel geprikkeld raakt. Deze huiduitslag is dus geen ziekte, maar verdwijnt na de paaitijd en heeft ook geen negatieve invloed op de kwaliteit van het visvlees.
In de Lage Landen treedt paaiuitslag op bij soorten uit de karperachtigen en de zalmachtigen.

## In zout water
Bij zoutwatervissen die in zeeën en oceanen leven is een vergelijkbaar patroon te zien. De vissen trekken in het paaiseizoen naar bepaalde plaatsen in zee om te paaien. De haring in de Noordzee bestaat uit vier populaties die ieder eigen paaigronden hebben. Zo zijn er:
- de Buchan-Shetland-haringen die paaien in augustus en september voor de Schotse en Shetlandse kusten;
- de Doggersbankharingen die paaien van augustus tot oktober;
- een populatie die later paait van november tot januari, de zogenaamde Southern Bight of Downs-haringen;
- de maatjesharing die elk voorjaar paait in de Oostzee en via het Skagerrak naar de Noordzee trekt.

## Populatiebiologie bij de voortplanting van beenvissen
De eigenschappen van de voortplanting bij de meeste commercieel gevangen vissen is fundamenteel anders dan die van de landdieren. De meeste vissen produceren enorme hoeveelheden nakomelingen (tienduizenden per kg lichaamsgewicht), die vervolgens een fase doormaken van zeer hoge mortaliteit, veroorzaakt door voedselgebrek wanneer de dooierzak is opgebruikt en de vislarven zelf naar voedsel moeten zoeken. Het resultaat is dat het aantal nakomelingen niet zeer sterk afhangt van de grootte van de ouderpopulatie, maar sterk beïnvloed wordt door de beschikbaarheid van geschikt voedsel tijdens de eerste opgroeifase. De voedselbeschikbaarheid hangt sterk af van de grillige interacties van zoöplankton en fytoplankton en de vislarven zelf. Als de vissen een bepaalde grootte hebben bereikt en hun metamorfose hebben voltooid neemt de mortaliteit sterk af tot een betrekkelijk constante waarde. Opvallend is dat veel vissoorten zones in het water opzoeken met betrekkelijk voedselarme zones (zoals de sargassozee bij paling of bovenlopen van rivieren bij zalm of onbereikbare zones zandstranden bij de grunion of op ondergelopen weilanden bij de snoek uitkiezen voor het paaien. Blijkbaar is het negatieve effect van predatie in voedselrijke gebieden nog groter dan de kans op voedselgebrek bij de larven.
Het resultaat van dit proces wordt in de visserijbiologie van de gematigde zones een jaarklasse genoemd. Deze jaarklassen vormen het uitgangspunt van de visserij en de grootte van deze jaarklassen bepaalt hoeveel vis er beschikbaar is voor de visserij. Als er sprake is van rekrutering-overbevissing dan is er een invloed zichtbaar van de grootte van de ouderpopulatie op de grootte van de jaarklasse jonge vis die in dat jaar geboren is. Rekrutering-overbevissing is de meest serieuze vorm van overbevissing omdat het bestand op deze manier snel in een neerwaartse spiraal terechtkomt. Een probleem is dat het moeilijk is aan te tonen, omdat door bovengenoemde redenen de jaarklassen ook door toevalsfactoren zeer laag kunnen uitvallen. Vermoed wordt dat op het ogenblik de paling uitsterft door depensatie, dit houdt in dat het paaiproces wordt verstoord doordat er te weinig ouderdieren zijn voor een succesvolle paai.
Deze vier populaties leven buiten het paaiseizoen door elkaar.

### Haaien
Haaien zijn absoluut niet nauw verwant met beenvissen en de voortplanting is eerder vergelijkbaar met die van vogels, reptielen en zoogdieren, wat ook grote gevolgen heeft voor het vermogen van de populatie om zich te herstellen van overbevissing. Bij haaien vindt inwendige bevruchting plaats. Het mannetje dringt dan bij het vrouwtje binnen met zijn 'claspers' (een orgaan vergelijkbaar met een penis). Ze leggen eieren zoals de hondshaai of ze zijn levendbarend zoals de witte haai.